# Département fédéral des finances
Pour les articles homonymes, voir DFF.
En Suisse, le Département fédéral des finances (DFF ; Eidgenössisches Finanzdepartement EFD en allemand, Dipartimento federale della finanze DFF en italien et Departament federal da finanzas en romanche) est l'un des sept départements de l'administration fédérale.
La conseillère fédérale Karin Keller-Sutter en est le chef depuis le 1er janvier 2023.

## Changements de dénomination
- 1848 : Département des finances
- 1873 : Département des finances et des douanes (DFD)[1]
- 1979 : Département fédéral des finances

## Rôle
Le rôle du département, déterminé par une ordonnance, est notamment :
- de gérer les finances et le budget de la Confédération (subventions, recettes et dépenses)
- de percevoir les impôts
- de gérer le personnel de la Confédération
- d'assurer les services pour les différentes entités fédérales et de faire en sorte qu'elle disposent des ressources de qualité nécessaires
- d'assurer un service douanier efficace et de surveiller les marchandises
- de surveiller les assurances privées et d'y éviter les abus

## Organisation
Le département comprend plusieurs offices et administrations :
- Administration fédérale des finances (AFF)
- Administration fédérale des contributions (AFC)
- Office fédéral de la douane et de la sécurité des frontières (OFDF ; anciennement Administration fédérale des douanes, AFD)
- Office fédéral de l’informatique et de la télécommunication (OFIT)
- Office fédéral des constructions et de la logistique (OFCL), issu de la fusion entre l'Office des constructions et de l'Office central fédéral des imprimés et du matériel[4]
- Office fédéral du personnel (OFPER)

Ainsi que plusieurs services rattachés administrativement :
- Contrôle fédéral des finances (CDF)
- Caisse fédérale de pensions (PUBLICA)
- Autorité fédérale de surveillance des marchés financiers (FINMA)

## Liste des conseillers fédéraux à la tête du département
- 1848-1850 : Martin J. Munzinger
- 1851 : Daniel-Henri Druey
- 1852 : Martin J. Munzinger
- 1853-1855 : Daniel-Henri Druey
- 1855-1856 : Melchior Josef Martin Knüsel
- 1857-1858 : Jakob Stämpfli
- 1859-1861 : Constant Fornerod
- 1862-1863 : Melchior Josef Martin Knüsel
- 1864-1867 : Jean-Jacques Challet-Venel
- 1868 : Victor Ruffy
- 1869 : Jean-Jacques Challet-Venel
- 1870-1871 : Paul Ceresole
- 1872 : Karl Schenk
- 1872-1873 : Johann Jakob Scherer
- 1873-1875 : Wilhelm Matthias Naeff
- 1876-1878 : Bernhard Hammer
- 1879 : Simeon Bavier
- 1880-1890 : Bernhard Hammer
- 1891-1899 : Walter Hauser
- 1900 : Robert Comtesse
- 1901-1902 : Walter Hauser
- 1903 : Robert Comtesse
- 1904 : Marc-Emile Ruchet
- 1905-1909 : Robert Comtesse
- 1910 : Josef Anton Schobinger
- 1911 : Robert Comtesse
- 1912-1919 : Giuseppe Motta
- 1920-1934 : Jean-Marie Musy
- 1934-1938 : Albert Meyer
- 1939-1943 : Ernst Wetter
- 1944-1951 : Ernst Nobs
- 1952-1954 : Max Weber
- 1954-1959 : Hans Streuli
- 1960-1962 : Jean Bourgknecht
- 1962-1968 : Roger Bonvin
- 1968-1973 : Nello Celio
- 1974-1979 : Georges-André Chevallaz
- 1980-1983 : Willy Ritschard
- 1984-1995 : Otto Stich
- 1996-2003 : Kaspar Villiger
- 2004-2010 : Hans-Rudolf Merz
- 2010-2015 : Eveline Widmer-Schlumpf
- 2016 - 2022 : Ueli Maurer
- Depuis 2023 : Karin Keller-Sutter

## Secrétariat général
Le secrétariat général du département (SG-DFF) fait office d'état-major général. Il assiste le chef du département dans la planification, l'organisation et la coordination des activités, assume des tâches de surveillance et veille à la coordination avec les autres départements. Il assure également la liaison entre le conseiller fédéral et les différents offices rattachés au département.